# نيولز أولد بويز

الشعار السابق للنادي

نادي نيولز أولد بويز الرياضي (بالإسبانية: Club Atlético Newell's Old Boys)‏ ، هو نادي كرة قدم أرجنتيني يقع في مدينة روساريو يلعب في دوري الدرجة الأولى تأسس هذا النادي سنة 1903 م .
شهد النادي انطلاقة اللاعب ميسي نجم إنتر ميامي والمنتخب الأرجنتيني و نجم نادي برشلونة السابق ، ملعب النادي مارسيلو بيلسا الذي يتسع إلى 38 ألف متفرج.

## البطولات
- الدوري 6 مرات ( 1974، 1988، 1991، 1992، 2004 و 2013)